# 洛斯
洛斯（法語：Loos，法語發音：[lɔs]）是法国上法兰西大区北部省的一个市镇，位于该省中部偏西，属于里尔区和里尔欧洲都会区。

## 地理
洛斯（50°36'44"N, 3°0'49"E）面积6.95 平方千米，位于法国上法蘭西大區北部省，该省份为法国最北部的省份及最长的省份，西北濒北海，西接加来海峡省，南至埃纳省和索姆省，东与比利时接壤。
与洛斯接壤的市镇（或旧市镇、城区）包括：瑟克丹、瓦蒂尼、埃姆兰、欧布尔丹、里尔。
洛斯的时区为UTC+01:00、UTC+02:00（夏令时）。

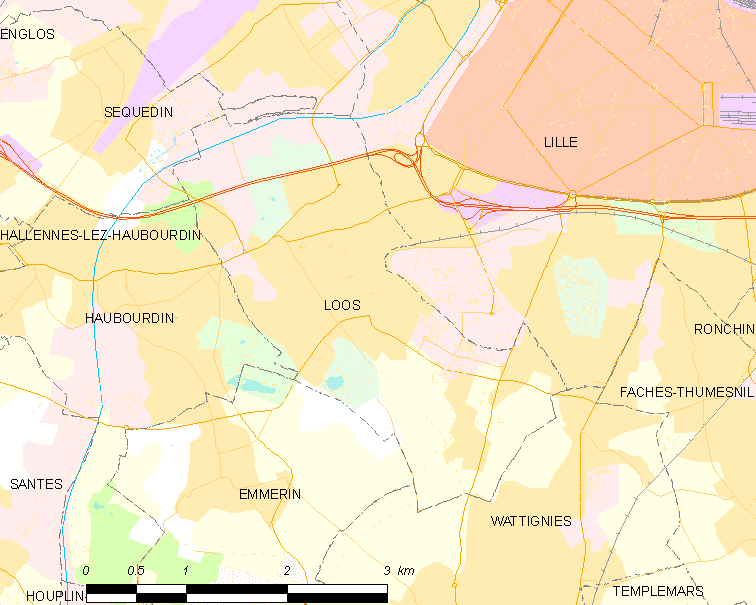
洛斯的OSM定位图

## 行政
洛斯的邮政编码为59120，INSEE市镇编码为59360。

## 政治
洛斯所属的省级选区为里尔第六县。

## 人口

1962-2008年间洛斯人口变化图示

洛斯于2022年1月1日时的人口数量为22948人。